# Искинский сельсовет
Искинский сельсовет — административно-территориальная единица в Кировском районе города Уфы. Не является муниципальным образованием.

## Состав сельсовета
- д. Искино;
- д. Атаевка;
- д. Дудкино (Верхнее, Нижнее);
- посёлок Камышлинского мелькомбината;
- д. Королёво;
- д. Локотки;
- д. Мокроусово;
- п. Поляна;
- Посёлок станции Уршак;

## Границы
Границы Искинского сельсовета (согласно Закону Республики Башкортостан от 15.12.2002 № 386-з "Об описании границы муниципального образования Кировский район города Уфы Республики Башкортостан").
На западе проходит по территории государственного унитарного предприятия Международный аэропорт Уфа, исключая поселок Песчаный Булгаковского сельсовета, между деревней Стуколкино Уфимского района и коллективными садами «Востокнефтезаводмонтаж» Кировского района города Уфы по прямой до озера Большой Улу-Куль, далее по оси озера до моста, через деревню Угличино до старицы реки Уршак.
На юге граница проходит по оси реки Уршак до деревни Петровка Булгаковского сельсовета Уфимского района.
На востоке — вдоль коллективных садов «Мельничное», «Каравай» Кировского района города Уфы по территории Уфимского лесхоза Дёмского лесничества.
На севере — по границам коллективных садов «Наладчик», «Виктория», «Солнечная поляна», «Черемушки», «Дубрава», «Долгое», «Белый аист», «Ясная поляна», по пустующим землям Уфимского района вдоль дороги до посёлка Геофизиков.

## История
Образован Искинский сельсовет 6 февраля 1992 года (Указ Президиума Верховного Совета Башкирской ССР от 06.02.1992 № 6-2/28 (ред. от 21.06.2006)"Об образовании Искинского и изменении границ Русско-Юрмашевского и Федоровского сельсоветов в Уфимском районе").
Цитата:

- 1. Образовать в Уфимском районе Искинский сельсовет с административным центром в деревне Искино.
- 2. Включить в состав Искинского сельсовета деревни Атаевка, Искино, Королево, Локотки, Мокроусово, Фомичево, поселки Камышлинского мелькомбината, Поляна, станции Уршак, исключив их из Булгаковского сельсовета".

Включен Искинский сельсовет в состав Уфы 17 апреля 1992 г. (Постановление Совета Министров Республики Башкортостан от 17 апреля 1992 года № 100 «О передаче хозяйств Уфимского района в административные границы г. Уфы, предоставлении земель для коллективного садоводства и индивидуального жилищного строительства» (в ред. от 19.10.1992 № 347)
При этом в тексте говорилось о Булгаковском сельсовете:
«Включить в состав г. Уфы населенные пункты …Искино, Поляна, Локотки, Атаевка, Королево, Мокроусово, Фомичево, Камышлинский мелькомбинат, ст. Уршак Булгаковского сельского Совета».